# Мунчон (Тренто)
Мунчон је насеље у Италији у округу Тренто, региону Трентино-Јужни Тирол.
Према процени из 2011. у насељу је живело 92 становника. Насеље се налази на надморској висини од 1516 м.